# Massage canin
 (février 2018).
Si vous disposez d'ouvrages ou d'articles de référence ou si vous connaissez des sites web de qualité traitant du thème abordé ici, merci de compléter l'article en donnant les références utiles à sa vérifiabilité et en les liant à la section « Notes et références ».
Le massage canin est l'adaptation aux chiens des techniques de massages traditionnelles bénéficiant aux humains. Plusieurs techniques et mouvements qu'on utilise dans le massage humain sont aussi pratiqués dans le massage canin pour des raisons similaires. Ces techniques incluent : massage suédois, relâchement myofascial, relâchement positionnel, réflexologie, watsu, thérapie de point de déclenchement orthobionomie, techniques ostéopathiques différentes ou acupression, entre autres. La forme du massage la plus habituelle pour les pays de l'ouest est le massage suédois, qui a été développé par Pehr Henrik Ling. Le premier massage connu a été documenté en 2700 av. J.-C. en Chine. Les techniques de massage continuaient à se développer à travers l'histoire et sont mentionnées dans les premiers écrits des grecs, romains, égyptiens, turcs, perses et japonais. Les premiers hiéroglyphes égyptiens décrivaient même des "soigneurs des animaux" qui faisaient usage des techniques de massage, et le massage des chevaux a été pratiqué en Chine et à Rome anciens.